# Europese Honkbalfederatie
De Europese Honkbalfederatie (CEB, de afkorting van Confédération Européenne de Baseball (fr)  / Confederation of European Baseball (en) ) was de overkoepelende bond voor het honkbal in Europa en viel sinds de fusie van de IBAF en ISF in 2013 onder de overkoepelende internationale honk- en softbalfederatie World Baseball Softball Confederation (WBSC). De CEB had zijn hoofdkantoor in Lausanne, Zwitserland.
In februari 2018 fuseerde de CEB met de ESF tot de Regional Baseball Softball Confederation of Europe, of kortweg WBSC Europe.
De CEB was, onder andere, verantwoordelijk voor de organisatie van het Europees kampioenschap honkbal en de Europese clubcompetities.

## Geschiedenis
De CEB werd in april 1953 in Parijs opgericht als de “Fedération Européenne de Baseball” (FEB), in 1972 volgde een naamswijziging naar “ Confederation Européenne de Baseball Amateur” (CEBA), in 1994 verdween 'amateur' uit de naam en werd het CEB. De stichtende leden waren België, Frankrijk, Italië, Spanje en West-Duitsland, in 1956 werd Nederland het zesde lid. Gaandeweg breidde dit aantal uit naar maximaal 39 leden. In 2018 telde de bond 38 leden plus IJsland als aspirant lid.
Italië en Nederland zijn in 1967 uit de CEB getreden, om vervolgens in 1969 weer aansluiting te zoeken. Vanwege deze tijdelijke uittreding namen beide landen niet deel aan het EK van 1967 dat in België plaatsvond en door België werd gewonnen.

## Aangesloten leden
Tussen haakjes het jaar van aansluiting (c.q. eerdere periode inzake Italië en Nederland).
Voormalige leden